# Fluke
Fluke (prt: Fluke; bra: Lembranças de Outra Vida) é um filme americano de 1995, do gênero comédia dramático-fantástica, dirigido por Carlo Carlei, com roteiro dele e de James Carrington baseado no romance Fluke, de James Herbert.
Estrelado por Matthew Modine, Eric Stoltz, Nancy Travis, Max Pomeranc, Bill Cobbs, Ron Perlman, Jon Polito e Samuel L. Jackson, o longa conta a história de um homem que reencarna como cachorro.

## Enredo
Dois homens dirigem seus carros em alta velocidade numa estrada rural à noite e um deles sofre um acidente ao tentar desviar de um caminhão. A cena corta para uma caixa dentro da qual estão uma cadela e seus filhotes. Surgem oficiais do controle de animais que capturam os cães e os levam para um canil. Um dos filhotes consegue escapar e é criado por Bella, uma idosa sem-teto, que lhe dá o nome de Fluke. Ela o ensina a realizar um singelo jogo de conchas, impressionando os transeuntes, que deixam dinheiro para a idosa. Certo dia, Bella morre em um beco.
Fluke conhece Rumbo, um cachorro mais velho, que o leva até a lanchonete de um homem chamado Bert, que os alimenta. O tempo passa e Fluke, agora adulto, descobre que em outra vida ele foi um empresário chamado Thomas P. Johnson, que morreu num acidente automobilístico. Fluke é então sequestrado para ser usado em experimentos de maquiagem em uma empresa de cosméticos. Rumbo liberta Fluke do cativeiro e ambos escapam de lá, mas Rumbo é atingido por um tiro. Antes de morrer, Rumbo revela a Fluke que ele havia sido um marinheiro em outra vida e que Bert era seu irmão.
Fluke vai à procura de Carol, sua esposa na vida humana, e Brian, seu filho. Após uma longa jornada, ele finalmente os encontra, tornando-se o novo cão da família. Durante sua vida como cão, Fluke conhece melhor sua família e percebe, de forma amarga, que ele trabalhava compulsivamente e vivia distante das pessoas que amava. À medida que mais memórias vão surgindo, Fluke suspeita que sua morte humana tenha sido causada por Jeff Newman, seu ex-parceiro de negócios e atual namorado de Carol. Durante uma visita de Jeff, Fluke o ataca violentamente.
Enquanto dirige à noite, Jeff é surpreendido por Fluke, que estava escondido no banco de trás do carro. Fluke pretende matar Jeff, fazendo-o sofrer um acidente. Nesse momento, o cachorro tem outra lembrança e descobre que Jeff não foi responsável por sua morte e que, pelo contrário, tentou salvá-lo mas não conseguiu. Arrependido de suas ações, Fluke passa a acreditar que com Jeff sua família será feliz e aprende que a vida deve ser valorizada em todos as suas formas. Passado algum tempo, ele está descansando sozinho debaixo de uma árvore. Para sua surpresa, ele se reencontra com Rumbo, agora reencarnado como um esquilo.

## Elenco
- Matthew Modine .... Thomas P. Johnson e Fluke
- Nancy Travis .... Carol Johnson
- Max Pomeranc .... Brian Johnson
- Eric Stoltz .... Jeff Newman
- Samuel L. Jackson .... Rumbo (voz)
- Bill Cobbs .... Bert
- Ron Perlman .... Sylvester
- Jon Polito .... Boss
- Collin Wilcox Paxton .... Bella
- Sam Gifaldi .... Fluke filhote (voz)

## Produção
Fluke é o segundo trabalho do diretor italiano Carlo Carlei e sua primeira produção em território americano. O cineasta afirmou que o conceito do filme surgiu a partir de seu interesse pela espiritualidade e de sua paixão por cachorros, uma vez que desde criança ele se perguntava se "nós somos mesmo a única espécie inteligente deste mundo" e sempre notava nos cães um olhar especial, um jeito de agir que parece demonstrar que esses animais sabem "mais do que deixam transparecer".
Carlei comparou o filme a seu primeiro longa-metragem, La corsa dell'innocente (internacionalmente conhecido como The Flight of the Innocent), um drama com cenas extremamente violentas. Segundo o diretor, ambos os filmes, apesar de suas histórias muito diferentes, compartilham do mesmo estilo; embora a violência não tenha sido usada em Fluke, a espiritualidade e a busca do protagonista por "algo mais" são temas comuns às duas produções, sendo no primeiro filme a história contada sob o ponto de vista de um garoto e, no segundo, de um cachorro com valores humanos.
Embora Fluke tenha sido considerado por diversas publicações como um filme para toda a família, o diretor declarou em uma entrevista que o longa não deveria ser classificado como infantil. Carlei afirmou que tentou "fugir do padrão Disney de puro entretenimento" e que via a produção como um filme espiritual na linha do longa-metragem Ghost (1990) ou, ainda, um conto de fadas com mais profundidade.

## Lançamento e recepção
Lançado em 2 de junho de 1995, Fluke teve um baixo desempenho nas bilheterias, arrecadando pouco menos de 4 milhões de dólares nos Estados Unidos. O filme também não foi bem recebido pela crítica na época de seu lançamento e atualmente tem 27% de aprovação no Rotten Tomatoes com base em 11 críticas, com uma classificação média de 3,8/10. Apesar da recepção pouco favorável, em 1996 a Academia de Filmes de Ficção Científica, Fantasia e Horror indicou o longa-metragem ao prêmio de melhor filme de fantasia e Max Pomeranc à categoria de melhor performance de um jovem ator.
Em julho de 2010, Fluke foi eleito pela revista Time como um dos dez filmes infantis mais tristes de todos os tempos, ficando em décimo lugar numa lista liderada por Bambi (1941), Old Yeller (1957) e E.T.: O Extraterrestre (1982). A publicação comparou o enredo de Fluke ao de Ghost e destacou a penúltima cena, que se passa em um cemitério coberto de neve, como a uma das mais comoventes da obra.